# Stora Ljudbokspriset
Stora Ljudbokspriset är ett svenskt litteraturpris som arrangeras av Storytel på galan Storytel Awards. Priset hette tidigare Iris Ljudbokspris, men bytte år 2012 namn till det nuvarande. Priset instiftades 2008 på Bok- och biblioteksmässan av Irisgruppens koncernchef Marlene Terkowsky, ordförande för bokmässan Bertil Falck och skådespelaren Peter Stormare. Den ljudbok som vinner är den som ger den allra bästa ljudboksupplevelsen. Förutom äran får pristagarna varsitt konstverk skapat av Ludvig Löfgren och ett diplom för deras fantastiska arbete. Ljudbokspriset delades för första gången ut 2009.2015 skapades en Ljudboksgala med Storytel och priset gavs ut i tre kategorier, skönlitteratur, barn/ungdom och deckare. Från 2016 delades barn/ungdom upp i två separata kategorier samt att kategorin deckare fick ny benämning och kallas numera spänning.

## Pristagare
- 2009 – Ett annat liv. Författare och uppläsare: P.O. Enquist
- 2010 – Hundraåringen som klev ut genom fönstret och försvann. Författare: Jonas Jonasson. Uppläsare: Björn Granath
- 2011 – Kriget är slut. Författare: Morgan Alling. Uppläsare: Morgan Alling
- 2012 – Hundpojken. Författare: Eva Hornung. Uppläsare: Jonas Malmsjö
- 2013 – Torka aldrig tårar utan handskar, del 1 Kärleken, Författare och uppläsare: Jonas Gardell
- 2014 – Låt vargarna komma. Författare: Carol Rifka Brunt. Uppläsare: Hanna Schmitz
- 2015
  - Skönlitteratur: Jag heter inte Miriam. Författare: Majgull Axelsson. Uppläsare: Katarina Ewerlöf
  - Barn/ungdom: Vad sa pappa Åberg? Författare: Gunilla Bergström. Uppläsare: Jonas Karlsson
  - Deckare: Tjockare än vatten. Författare: Carin Gerhardsen. Uppläsare: Stefan Sauk
- 2016
  - Skönlitteratur: Livet efter dig. Författare: Jojo Moyes. Uppläsare: Gunilla Leining
  - Barn/ungdom: När hundarna kommer. Författare: Jessica Schiefauer. Uppläsare: Viktor Åkerblom
  - Deckare & Spänning: Hämnaren. Författare: Dan Buthler & Dag Öhrlund. Uppläsare: Stefan Sauk
- 2017
  - Skönlitteratur: Maskeradstaden. Författare: Maria Monciu. Uppläsare: Alexander Salzberger
  - Barn: Warriors: Ut i det vilda. Författare: Erin Hunter. Uppläsare: Mattias Linderoth
  - Ungdom: Pojkarna. Författare: Jessica Schiefauer. Uppläsare: Jessica Schiefauer
  - Spänning: Midnattsflickor. Författare: Jonas Moström. Uppläsare: Marie Richardson
- 2018
  - Skönlitteratur: Gangsterprinsessan. Författare: Helen Stommel Olsson. Uppläsare: Lo Kauppi
  - Barn: Hinsides brinner. Författare: Karin Alvtegen & Albin Alvtegen. Uppläsare: Karin Alvtegen
  - Ungdom: Norra Latin. Författare: Sara Bergmark Elfgren. Uppläsare: Nina Zanjani
  - Spänning: Höstsol. Författare: Lars Wilderäng. Uppläsare: Niklas Engdahl
- 2019[3]
  - Skönlitteratur: 1793. Författare: Niklas Natt och Dag. Uppläsare: Martin Wallström
  - Barn: Handbok för superhjältar del 1. Författare: Elias Våhlund och Agnes Våhlund, Uppläsare: Frida Hallgren
  - Ungdom: Finns det björkar i Sarajevo? Författare: Christina Lindström. Uppläsare: Martin Wallström
  - Spänning: Lazarus. Författare: Lars Kepler. Uppläsare: Jonas Malmsjö

- 2020
  - Roman: Vi for upp med mor. Författare: Karin Smirnoff. Uppläsare: Lo Kauppi
  - Barn: Lilla spöket Laban. Författare: Inger Sandberg & Lasse Sandberg. Uppläsare: Inger Sandberg
  - Ungdom: Slutet. Författare: Mats Strandberg. Uppläsare: Hedda Stiernstedt & Christopher Lehmann
  - Spänning: Broder Jakob. Författare: Emelie Schepp. Uppläsare: Gunilla Leining
  - Fakta: Allt jag fått lära mig. Författare: Tara Westover. Uppläsare: Katharina Cohen

- 2021
  - Roman: Sen for jag hem. Författare: Karin Smirnoff. Uppläsare: Lo Kauppi
  - Barn: Gittan och fårskallarna. Författare: Pija Lindenbaum. Uppläsare: Sissela Kyle
  - Ungdom: Alicia Månstjärna och den femte pelaren. Författare: Nils-Petter Löf. Uppläsare: Katarina Ewerlöf
  - Spänning: Nio liv. Författare: Emelie Schepp. Uppläsare: Gunilla Leining
  - Fakta: Jag kan ha fel och andra visdomar från mitt liv som buddhistmunk. Författare: Björn Natthiko Lindeblad, Navid Modiri, Caroline Bankler. Uppläsare: Björn Natthiko Lindeblad

- 2022[4]
  - Roman: Löpa varg. Författare: Kerstin Ekman, uppläst av Lennart Jähkel
  - Barn: Handbok för superhjältar 6: Utan hopp. Författare: Agnes och Elias Våhlund, uppläst av Frida Hallgren
  - Ungdom: Agnes Cecilia: En sällsam historia (lättläst). Författare: Maria Gripe, lättläst bearbetning av Niklas Darke, uppläst av Viktoria Flodström
  - Spänning: Fädernas missgärningar. Författare: Åsa Larsson, uppläst av författaren
  - Feelgood: Je m’appelle Agneta. Författare: Emma Hamberg, uppläst av författaren
  - Fakta: Hästpojken. Författare: Carl Hedin och Frida Bank, uppläst av Carl Hedin
  - Synskadades stiftelses hederspris: Amelia Adamo, journalist.

- 2023[5]
  - Roman: Lektioner i kemi. Författare: Bonnie Garmus, uppläst av Lena Endre
  - Barn: Skurkarnas skurk 1: Skurkskolan. Författare: Emil Beer, Victor Beer och Joel Adolphson, uppläst av Emil Beer
  - Ungdom: Grim. Författare Sara Bergmark Elfgren, uppläst av Nina Zanjani
  - Spänning: Ghettoprinsessan. Författare Sammy Jeridi, uppläst av Jonas Malmsjö
  - Feelgood: Kallbaderskan bland fjällen. Författare Karin Härjegård, uppläst av Marie Richardson
  - Fakta: Ärren bär jag med stolthet: Branden i Edsbyn och livet efteråt. Författare Frida Funemyr och Emma Schols, uppläst av Ella Schartner
  - Synskadades stiftelses Hederspris: Elisabeth Skog, bibliotekarie Halmstads stadsbibliotek

- 2024[6]
  - Roman: Käraste vänner. Författare: Katarina Widholm, uppläst av Katarina Ewerlöf, Historiska media
  - Spänning: Slutet var bara början. Författare: Anders Nilsson, uppläst av Jonas Malmsjö, Bokfabriken
  - Feelgood: De fenomenala fruntimren på Grand Hôtel. Författare: Ruth Kvarnström-Jones, uppläst av Katarina Ewerlöf, Printz
  - Fakta: Hur långt är nu? Om cancer, kantstötta kaffekoppar och det eviga hoppet. Författare: Jane Oksanen, Bokförlaget Forum
  - Barn: Förrädaren. Författare: IJustWantToBeCool (Emil Beer, Joel Adolphson, Victor Beer) uppläst av Emil Beer, Rabén & Sjögren
  - Ungdom: Tusen gånger starkare. Författare: Christina Herrström, uppläst av Ella Schartner, Bonnier Carlsen
  - Synskadades Stiftelses Hederspris: Anders Jacobsson & Sören Olsson

### Fotnoter
1. ↑  ”Morgan Alling prisas för Sveriges bästa ljudbok”. Irisljudbokspris.se. Arkiverad från originalet den 25 september 2011. https://web.archive.org/web/20110925035251/http://www.irisljudbokspris.se/. Läst 28 maj 2012.
2. ↑  ”Iris Ljudbokspris 2011”. Synskadades Riksförbund. Arkiverad från originalet den 18 april 2012. https://archive.is/20120418221240/http://www.srf.nu/pressrum/nyheter/iris-ljudbokspris-2011/. Läst 28 maj 2012.
3. ↑  ”Storytel Awards – En del av Storytel”. awards.storytel.com. https://awards.storytel.com/. Läst 6 november 2019.
4. ↑  Sölve Dahlgren (31 mars 2022). ”Här är alla vinnarna på Storytel Awards 2022”. Boktugg.se. https://www.boktugg.se/2022/03/31/har-ar-alla-vinnarna-pa-storytel-awards-2022/. Läst 16 november 2023.
5. ↑  Sölve Dahlgren (22 mars 2023). ”Här är alla vinnarna i Storytel Awards - Stora ljudbokspriset 2023”. Boktugg.se. https://www.boktugg.se/2023/03/22/har-ar-alla-vinnarna-i-storytel-awards-stora-ljudbokspriset-2023/. Läst 16 november 2023.
6. ↑  Storytel Sweden- Presstjänst. ”Här är vinnarna av Storytel Awards – Stora ljudbokspriset 2024” (på engelska). press.storytel.se. https://press.storytel.se/post/har-ar-vinnarna-av-storytel-awards-stora-ljudbokspriset-2024. Läst 14 mars 2024.